# 닥터 두리틀 (1967년 영화)
《닥터 두리틀》(Doctor Dolittle)은 미국에서 제작된 리처드 플레이셔 감독의 1967년 가족, 판타지, 모험, 뮤지컬 영화이다. 이 영화는 휴 로프팅의 소설 시리즈 둘리틀 선생에 기반을 두고 레슬리 브리커스가 각색한 것이다. 렉스 해리슨 등이 주연으로 출연하였다.

## 출연

### 주연
- 렉스 해리슨
- 사만다 에가

### 조연
- 안소니 뉴리
- 리차드 아텐보로
- 피터 불
- 윌리엄 딕스
- 제프리 홀더
- 뮤리엘 랜더스
- 포티아 넬슨
- 길크리스트 스튜어트
- 노마 바든

## 기타
- 원작자: 휴 로프팅